# ABBYY FineReader
ABBYY FineReader PDF é um programa de reconhecimento óptico de caracteres (OCR) desenvolvido pela empresa ABBYY.
O FineReader foi lançado pela primeira vez em 1993 e está disponível para Microsoft Windows (Windows 7 ou posterior), macOS (versão 10.12 ou posterior) e Linux. A partir da versão 15, a edição para Windows passou a permitir também a edição de arquivos PDF.
O software permite converter documentos em imagem (como fotos, digitalizações e arquivos PDF) e capturas de tela em formatos editáveis como Microsoft Word, Microsoft Excel, Microsoft PowerPoint, Rich Text Format, HTML, PDF/A, PDF pesquisável, CSV e texto simples (TXT).
Desde a versão 11, o programa permite salvar arquivos no formato DjVu. A partir da versão 15, o FineReader passou a reconhecer texto em 192 idiomas, com verificação ortográfica incorporada para 48 deles. O programa permite treinar o reconhecimento de novos caracteres, adicionando-os ao alfabeto de reconhecimento. Também é possível selecionar caracteres de uma lista e incorporá-los ao idioma em uso — por exemplo, incluir caracteres islandeses em um alfabeto alemão para reconhecer um texto em alemão sobre a Islândia. Além disso, vocabulários específicos de domínio podem ser adicionados ao léxico interno da aplicação.
Outros recursos incluem comparação de documentos, adição de anotações e comentários, além da automação de tarefas em lote.
2015, mais de 20 milhões de usuários utilizavam o FineReader no mundo.
A tecnologia OCR do FineReader é licenciada a diversas empresas, incluindo Fujitsu, Panasonic, Xerox, Plustek e Samsung.

Em fevereiro de 2020, a versão 15 do FineReader foi avaliada pela revista PC Magazine como o "melhor OCR do mercado".